# 方显廷
方显廷（1903年9月6日—1985年3月20日），著名经济学家。浙江宁波人。与马寅初、刘大钧、何廉并称为民国四大经济学家。

## 生平

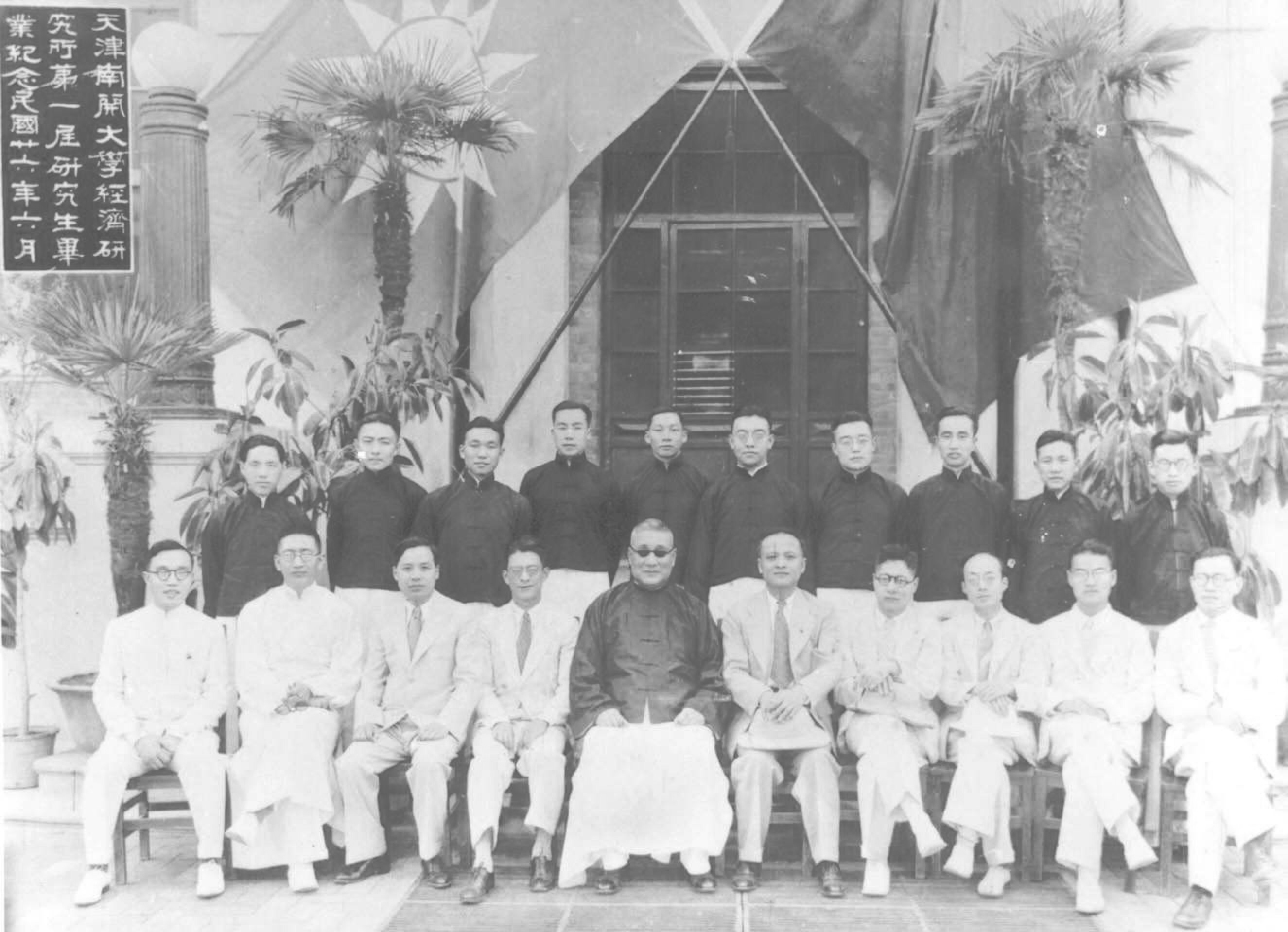
1937年张伯苓、何廉、方显廷等与南开大学经济研究所1935年首次招收的研究生毕业合影

1921年，赴美国威斯康星大学深造，主攻经济学。后转至纽约大学学习，获经济学学士学位，继获美国耶鲁大学经济学博士学位。
1929年1月，受聘南开大学，任南开大学社会经济研究委员会（1931年后改为经济研究所）研究主任兼经济学系教授。 
1946年，任上海中国经济研究所执行所长。
1947年，代表参加联合国亚洲及远东经济委员会工作，任经济调查研究室主任。
1968年，任新加坡南洋大学教授。1971年，退休，任首席名誉教授。
1985年3月20日，在瑞士日内瓦家中病逝。

## 著作
- 《天津批发物价及生活指数》
- 《天津手工业家庭预算调查》
- 《天津外汇兑换指数》
- 《方显廷回忆录：一位中国经济学家的七十自述》，ISBN 9787100048415，商务印书馆出版